# Кристина Скабия
Кристина Адриана Киара Скабия (на италиански: Cristina Adriana Chiara Scabbia) е италианска певица, контраалт.
Най-високата ѝ нота се твърди, че е A7. Тя е вокалистка на готик метъл бандата „Лакуна Койл“ заедно с Андреа Феро от 1991 г.

## Биография

### С Лакуна Койл
През 1991 г. започва да пее професионално като музикант за други турнета и да предоставя подкрепящи вокали. По-късно през същата година, тя се срещна с Андреа Феро и басиста Марко Коти Дзелати от „Лакуна Койл“ в полунощен клуб в Милано. По това време бандата е наречена „Ethereal“. Тя записва песни с тях като беквокалистка на демонстрационната им лента, но членовете на групата харесват начина, по който вокалите мъж и жена звучат заедно и я молят да бъде постоянен член. След няколко промени в състава на групата, членовете са намалени до Феро, Коти Дзелати и Скабия. Те скоро подписват с германския клон на „Century Media“. Накрая се присъединяват към американския клон на марката. След като подписват променят името си на „Lacuna Coil“, след като научават, че гръцка група, вече подписала с Century Media, е заявила името „Ethereal“. С ново име, нови членове на групата и с музикален издател, започват турне и публикуват първия си ЕП през 1997.

### Извън Лакуна Койл
Скабия участва като гостуващ вокал в песни на други групи, както метъл жанрове така и други стилове. Най-известните и участия са римейк на песента „Á tout le monde (Set me free)“ на американската траш метъл група Мегадет през 2007. Песента е дует с Дейв Мъстейн и е първият сингъл от албума „United Abominations“. През същата година излиза в песента „S.O.S (Anything for you)“ на финландската симфоничен метъл група Апокалиптика, която е в албума им „Worlds Collide“. През 2008 г. тя пее в песента „Watch Over you“ на американската хардрок групата Алтер Бридж ("Alter Brigde). Участва в осмия албум на нидерландския музикален проект „Ареон“ (Ayreon), „The theory of Everything“ през 2013 г., както и в дует с италианския певец Емилиано Аудикио, бивш певец на ню метъл групата „Линеа 77“. Песента се казва „Beautiful Lie“ и е част от саундтрака на италианския филм „Passione sinistra“. Участва в няколко песни („Nell'acqua“, "Basta!, „Can you hear me?“) на италианския музикален проект „Rezophonic“. През 2004 г. пее с италианския певец „Франко Батиато“ в песента „I'm that“.

## Дискография

### C Лакуна Койл
Албуми
- „In a Reverie“ (1999)
- „Unleashed memories“ (2001)
- „Comalies“ (2002)
- „Karmacode“ (2006)
- „Shallow Life“ (2009)
- „Dark adrenaline“ (2011)
- „Broken Crown Halo“ (2014)
- „Delirium“ (2016)

Лайв албуми
- "Visual Karma (Body, Mind & Soul) (2008)

Компилации
- „The EPs“ (2005)
- „Manifestó of Lacuna Coil“ (2008)

EP-та
- „Lacuna Coil“ (1998)
- „Halflife“ (2000)

Сингли
- „Heaven's a Lie“ (2002)
- „Swamped“ (2004)
- „Our truth“ (2006)
- „Enjoy the silence“ (кавър на Депеш Мод) (2006)
- „Closer“ (2006)
- „Within me“ (2006)
- „Spellbound“ (2009)
- „I like it“ (2009)
- „I won't tell you“ (2009)
- „Wide awake“ (2009)
- „Trip the Darkness“ (2011)
- „Losing my religion“ (кавър на R.E.M.) (2012)
- „Fire“ (2012)
- „Nothing stands in our way“ (2014)
- „Die & Rise“ (2014)
- „I forgive (But I won't forget your name)“ (2014)
- „The house of shame“ (2016)
- „Delirium“ (2016)
- „Ghost in the mist“ (2016)
- „Naughty Christmas“ (2016)
- „Blood, tears, dust“ (2017)
- „You love me 'cause I hate you“ (2017)

### Гост музикант
- „I'm that“ (Франко Батиато) (2004)
- „Can you hear me?“ (Rezophonic) (2006)
- „À tout le monde (Set me free)“ (Мегадет) (2007)
- "S.O.S (Anything for you) (Апокалиптика) (2007)
- „Watch over you“ (Alter Bridge) (2008)
- „Nell'acqua“ (Rezophonic) (2009)
- „The theory of everything part 1“ (Ayreon) (2013)
- „Beautiful lie“ (Емилиано Аудикио) (2013)

## Други
Скабия има връзка с китариста на Слипнот – Джеймс Руут от 2004 г. През май 2017 г. двойката се разделя. Скабия написва в официалната си фейсбук страница: „Ние вече не сме заедно и това се случва в живота“. Преди това е имала връзка с басиста на групата си Марко Коти Дзелати близо десет години.
Заедно с музиканта от Pantera Вини Пол списват колонка в американското рок списание Револвер.